# Porto La Unión

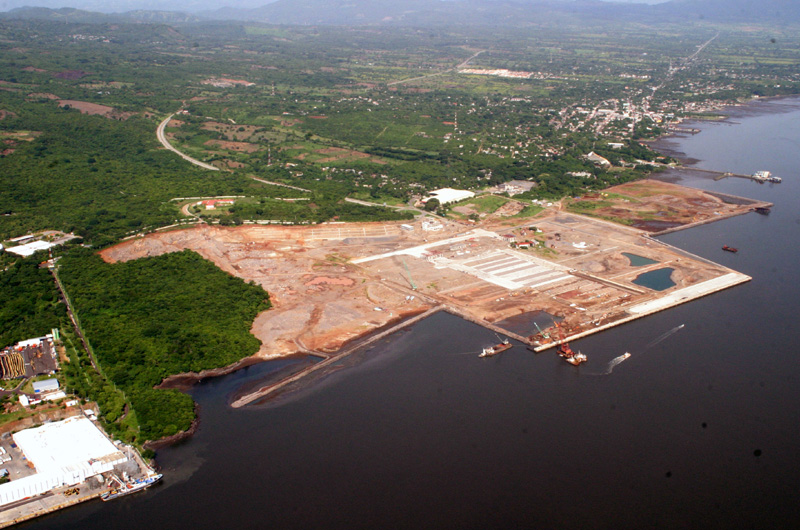
Imagem aérea do lugar de construção do Novo Porto La Unión.

O Porto La Unión está localizado na cidade de La Unión, em El Salvador.

## História
Em 1912, o jornal The Times descrevia assim o porto de La Unión: "[P]ara a International Railways, seu principal porto do Pacífico é La Unión, um porto não exposto ao mar, já que se encontra num braço do Golfo de Fonseca.  La Unión é o único bom porto do Pacífico entre Méjico e Costa Rica."  Efectivamente, os demais portos estão expostos ao ondulação, como La Libertad, ou se protegem artificialmente, como Acajutla ou Quetzal.
O Projecto de Construção do Porto La Unión começou a gestar-se em 1994, durante o governo de Armando Calderón Sol, ano em que se realizou o primeiro estudo de pré-viabilidade com o apoio do JICA.
Em março de 1999 tinha-se finalizado o estudo de viabilidade, com o que se assegurava que um novo porto era viável no mesmo lugar onde tinha nascido o Porto Cutuco a princípios do século XX.
Por Decreto Legislativo Nº 565, de 4 de outubro de 2001, publicado no Diário Oficial Nº 202, Tomo Nº 353, de 25 de outubro de 2001, a Assembleia Legislativa autorizou subscrever o convênio de empréstimo entre El Salvador e o Banco de Cooperação Internacional do Japão (JBIC), que foi ratificado em 18 de dezembro do mesmo ano.
Em 15 de novembro de 2002, publicou-se o convite internacional para a pré-qualificação de empresas para a construção do projecto. A venda de documentos programou-se entre 18 de novembro e 20 de dezembro de 2002. Um total de 53 empresas compraram documentos de pré-qualificação.
As empresas pré-qualificadas foram os consórcios TOA Corporation/Jan de Nul, Penta Ocean/Hazama e a empresa Wakachiku Construction Co., quem apresentaram suas ofertas técnicas e económicas em 16 de abril de 2004.
Em 21 de maio de 2004, a Comissão Executiva Portuária Autônoma (CEPA) enviou ao JBIC o resultado do relatório final de avaliação das ofertas, solicitando a respectiva autorização para iniciar o processo de negociação com o Consórcio TOA Corporation Jan De Nul, que apresentou a oferta com o menor valor (US$ 145.768.313,28).
Em nota datada em 9 de julho de 2004, convidou-se ao Consórcio TOA Corporation Jan De Nul para proceder à fase de negociação, a qual iniciou em 19 de julho de 2004.
O processo de negociação da oferta entre a CEPA e o mencionado Consórcio, finalizou em 15 de dezembro de 2004. A oferta final negociada foi de US$ 131,985,000.00

## Construção
No dia 16 de janeiro de 2005, no marco da comemoração do 13° Aniversário da Assinatura dos Acordos de Paz de Chapultepec, o então Presidente da República, Elías Antonio Saca, em companhia dos presidentes centro-americanos do Grupo CA-4, deu por iniciado o processo de construção do novo Porto La Unión.
O Porto La Unión é o projecto de infra-estrutura portuária mais importante de El Salvador nos últimos 20 anos, a partir do qual o governo pretende impulsionar uma estratégia de descolagem que leve progresso a toda a zona oriental do país.
Mediante uma visão de longo prazo contemplada no Programa Presidencial El Salvador Século XXI, e utilizando o Porto La Unión como motor do desenvolvimento da zona oriental, convertendo a El Salvador num Centro Logístico de Distribuição Regional.
Na presença do então presidente Elías Antonio Saca assinou-se no dia quarta-feira, 16 de março de 2005, o contrato de construção do novo Porto La Unión.
O contrato foi subscrito pelo presidente da CEPA, licenciado Juan José Llort e o senhor Hiroshi Shirasu, Vice-presidente da Corporação TOA.
O contrato contempla todos os alinhamentos e regulamentos requeridos pela CEPA para a realização da obra. “Estamos às portas do projeto mais importante de infra-estrutura que El Salvador teve nos últimos vinte anos, e que vamos especificar logo a mais de dez anos de árduo labor”, disse naquela oportunidade o presidente da CEPA, Juan José Llort.

## Operações
O porto permaneceu árido por cerca de quinze anos, a partir de 2023, funcionou como terminal da balsa El Salvador–Costa Rica.